# Dominik Szulc
Dominik Szulc (ur. 10 czerwca 1797 w powiecie mińskim, zm. 27 grudnia 1860 w Warszawie) – historyk, prekursor polskiego pozytywizmu.
W 1814 rozpoczął studia na uniwersytecie wileńskim. W 1818 został nauczycielem języka polskiego w gimnazjum wileńskim, a od 1823 nauczycielem krasomówstwa i logiki w gimnazjum białostockim. Od 1835 nauczał w gimnazjum lubelskim, od 1840 w szkołach warszawskich. W 1853 przeszedł na emeryturę. Członek korespondencyjny Towarzystwa Naukowego Krakowskiego i Towarzystwa Geograficznego Rosyjskiego.
W swoich pracach bronił tezy o polskości Kopernika. Uważał, że od odkrycia Kopernika rozpoczął się rozwój nowożytnej cywilizacji i nauki. Kopernik zburzywszy dotychczasowe pojęcie o człowieku i świecie, zwrócił uwagę ludzkości na prawa natury, od których zależy człowiek. Wysuwał twierdzenia o pierwotnej polskości Prus i Pomorza Zaodrzańskiego.

## Autor prac
- O źródle wiedzy tegoczesnej, 1851;
- O Tarnowie Mazowieckim (Thorn) do Kopernika, 1843;
- O znaczeniu Prus dawnych, 1846;
- O Pomorzu Zaodrzańskim, 1850;
- Stanowisko historii polskiej, wyd. 1862.